# Ozraptor
Ozraptor („australský lupič“) byl rod teropodního dinosaura, žijícího v období střední jury na území dnešní Austrálie. Jedná se tak o nejstaršího známého australského dinosaura, z nějž byly objeveny fosilní části kostry.

## Objev a popis
Je znám pouze podle části kosti dolní končetiny, proto je klasifikace tohoto taxonu velmi obtížná. Když byla fosilie v roce 1967 objevena, byla pokládána za pozůstatek želvy. Teprve v roce 1998 byl rozpoznán její pravý původ. V roce 2005 pak Oliver Rauhut stanovil příslušnost tohoto dravého dinosaura k nadčeledi Abelisauroidea. Jediným známým druhem je O. subotaii.
Délka tohoto menšího teropoda dosahovala přibližně 2 metrů. Podle jiných odhadů mohl být dlouhý až 3 metry a vážit kolem 40 kg.